# Carl Friedrich Lotze
Carl Friedrich Lotze (* 20. Mai 1837 in Liebenau; † nach 1911) war Unternehmer und Mitglied des Deutschen Reichstags.

## Leben
Lotze wurde in Pensionen erzogen, in denen Privatschulen waren. Danach wurde er Landwirt zunächst auf dem väterlichen Gut und erlernte Landwirtschaft auf Rittergut Zehista bei Pirna. Dann war er 27 Jahre lang in verschiedenen Gegenden Sachsens als Verwalter und Inspektor großer Güter angestellt. Später besaß er bis 1886 ein Rittergut in Schlesien und war seit 1889 Mitinhaber der Firma Gebr. Lotze, Kalkbrennerei Borna und Mörtelwerke Dresden. Weiter war er Amtsvorsteher, Gutsvorsteher, Standesbeamter und Kreistagsabgeordneter.
Von 1893 bis 1903 war der antisemitisch einzustufende Lotze Mitglied des Deutschen Reichstags für den Wahlkreis Königreich Sachsen 8 (Pirna, Sebnitz) und die Deutsche Reformpartei. Besonders der Reichstreue Verein Pirna, eine streng konservative Partei, setzte sich mit einem Appell ihres Mitglieds und angesehenen Industriellen Hugo von Hoesch immer wieder und maßgeblich für Lotze und sein Mandat ein. Dieses wurde am 9. Juli 1899 kurzfristig für ungültig erklärt, er wurde jedoch am 26. September 1899 wiedergewählt. Anlässlich des 11. Parteitages der Reformpartei am 20. Oktober 1906 in Kassel fand die Neuwahl des Parteivorstandes statt. Lotze lehnte die Wiederwahl als Schriftführer in den Vorstand der Partei ab und schied aus. Er wohnte noch bis 1907 in Dresden und verzog dann nach Malter, wo er nach 1911 starb.